# پروژه (فردوس)
 پروژهروستایی در دهستان برون بخش مرکزی شهرستان فردوس استان خراسان جنوبی ایران است.  

## جمعیت
بر پایه سرشماری عمومی نفوس و مسکن در سال ۱۳۹۰ جمعیت این روستا ۳۳۳ نفر بوده است.

## جغرافیا
پروژه در فاصله ۲۵ کیلومتری شمال شهر فردوس قرار دارد و مردمش به گویش تونی صحبت می‌کنند.